# ميليسا هورن
ميليسا هورن (بالسويدية: Melissa Horn)‏ هي عازفة قيثارة ومغنية مؤلفة سويدية، ولدت في 8 أبريل 1987 في ستوكهولم في السويد.

## وصلات خارجية
- الموقع الرسمي
- ميليسا هورن على موقع IMDb (الإنجليزية)
- ميليسا هورن على موقع ميوزك برينز (الإنجليزية)
- ميليسا هورن على موقع أول ميوزيك (الإنجليزية)
- ميليسا هورن على موقع ديسكوغز (الإنجليزية)